# Rabenovac
Rabenovac es un pueblo ubicado en la municipalidad de Rekovac, en el distrito de Pomoravlje, Serbia.

## Superficie
Posee una superficie de 2,978 kilómetros cuadrados.

## Demografía
Hasta 2011 la población era de 92 habitantes, con una densidad de población de 30,89 habitantes por kilómetro cuadrado.